# Lumbier
Lumbier település Spanyolországban, Navarra autonóm közösségben. Lumbier Aibar, Urraúl Bajo, Romanzado, Yesa, Liédena és Sangüesa községekkel határos. Lakosainak száma 1327 fő (2024).

## Népesség
A település népessége az elmúlt években az alábbi módon változott:
| Lakosok száma | 1430 | 1426 | 1383 | 1397 | 1412 | 1346 | 1318 | 1318 | 1293 | 1327 |
|               | 2001 | 2004 | 2006 | 2009 | 2011 | 2014 | 2016 | 2019 | 2021 | 2024 |